# جان ویلی ساتکلیف
جان ویلی ساتکلیف (به انگلیسی: John Willie Sutcliffe) بازیکن فوتبال زادهٔ ۱۴ آوریل ۱۸۶۸ اهل کشور انگلستان که سابقهٔ بازی در تیم ملی فوتبال انگلستان را در کارنامهٔ خود دارد. وی در تاریخ ۱۳ مارس ۱۸۹۳ نخستین بازی ملی خود را در مقابل تیم ملی فوتبال ولز انجام داد و با حضور در ۵ بازی ملی، در تاریخ ۲ مارس ۱۹۰۳ واپسین بازی ملی‌اش را در برابر تیم ملی فوتبال ولز برگزار کرد.